# Liberta-me (álbum de Fernanda Brum)
Liberta-me é o décimo primeiro álbum de estúdio da cantora brasileira Fernanda Brum, lançado no dia 23 de agosto de 2012 pela gravadora MK Music.
A primeira pré-audição do disco foi realizada na sede da gravadora, em maio de 2012. Na ocasião, estavam Emerson Pinheiro e Marina de Oliveira. Toda a gravação da obra foi finalizada no mês seguinte. As fotos foram registradas em Belo Horizonte, e o projeto gráfico produzido pela agência Quartel Design. No final de julho de 2012, a cantora divulgou duas capas, a qual pediu a ajuda do público que escolhesse. Acabou que a primeira das duas foi escolhida[carece de fontes?]
As composições do disco são de Fernanda, Luiz Arcanjo (vocalista do Trazendo a Arca), Cláudio Claro, Eyshila, Kleber Lucas, Arianne, entre outros músicos.
A canção "Liberta-me" foi divulgada em 9 de agosto na rádio 93 FM. Por vender mais de quarenta mil cópias foi certificado com disco de ouro da ABPD. O videoclipe da canção foi liberado no canal oficial da MK Music no You Tube em dezembro de 2012. As críticas em relação ao clipe foram medianas, as mais negativas apontavam os baixos investimentos no clipe em relação aos efeitos, a aparência obscura da Fernanda no início do vídeo, como também as semelhanças com o clipe de "Skyscraper", da cantora Demi Lovato.
| Críticas profissionais | Críticas profissionais |
| Avaliações da crítica  | Avaliações da crítica  |
| Fonte                  | Avaliação              |
| ---------------------- | ---------------------- |
| Super Gospel           | (favorável)            |
| O Propagador           | [ 8 ]                  |
| Casa Gospel            | (mista)                |
| Fita Bruta             | [ 10 ]                 |

Liberta-me recebeu críticas negativas pela mídia especializada. Jhonata Cardoso, por meio do Super Gospel, elogiou o projeto gráfico e o repertório em geral. Em contrapartida, Danilo Andrade, do O Propagador, conceituou a obra como excessivamente intimista. O portal Fita Bruta, na avaliação do jornalista Rafael Porto, afirmou que Fernanda Brum "parece não saber o que realmente deseja ser".

## Faixas
A seguir estão listadas as músicas de Liberta-me, segundo a Ficha MK Music:
| N.º            | Título                             | Compositor(es)                                | Duração |  |
| 1.             | "Liberta-me"                       | Fernanda Brum, Arianne                        | 04:57   |  |
| 2.             | "Cacos pelo Chão"                  | Emerson Pinheiro                              | 04:06   |  |
| 3.             | "Tu Me Amas"                       | Cláudio Claro                                 | 04:54   |  |
| 4.             | "Um Santuário Cheio da Tua Glória" | Luiz Arcanjo                                  | 04:38   |  |
| 5.             | "Uma Só Voz"                       | Claudio Claro                                 | 04:09   |  |
| 6.             | "Deus Mandou"                      | Claudio Claro                                 | 04:20   |  |
| 7.             | "Forte e Poderoso"                 | Rodrigo Claro                                 | 04:04   |  |
| 8.             | "Nada Pode Me Separar"             | Emerson Pinheiro, Arianne                     | 03:27   |  |
| 9.             | "Saindo do Casulo"                 | Marcelo Manhãs                                | 04:57   |  |
| 10.            | "Rasgando o Coração"               | Eyshila                                       | 05:02   |  |
| 11.            | "Preciso de Uma Chance"            | Fernanda Brum, Emerson Pinheiro, Kleber Lucas | 03:46   |  |
| 12.            | "Dia Feliz"                        | Claudio Claro                                 | 04:21   |  |
| 13.            | "Tanto Assim"                      | Fernanda Brum, Emerson Pinheiro               | 03:21   |  |
| 14.            | "Seja Bem-vindo"                   | Geraldo Guimarães, Renato César               | 04:33   |  |
| 15.            | "Todo Poderoso"                    | Fernanda Brum, Emerson Pinheiro               | 04:57   |  |
| Duração total: | Duração total:                     | Duração total:                                | 65:55   |  |

## Ficha Técnica
- Direção executiva: MK Music
- Produção musical, arranjos e pianos: Emerson Pinheiro
- Teclados nas músicas 4, 8, 9, 10, 12 e 13: Tadeu Chuff
- Teclados nas músicas 1, 3, 5, 7, 9, 11 e 14: Vagner Santos
- Guitarras e violões: Duda Andrade
- Baixo nas músicas 4, 5, 11, 13 e 15: Marcus Salles
- Baixo nas músicas 3, 6, 7, 8 e 12: Rogério dy Castro
- Baixo nas músicas 1, 2, 9, 10 e 14: Douglas Vianna
- Bateria nas músicas 2, 6, 13 e 14: Valmir Bessa
- Bateria nas músicas 1, 3, 4, 5, 7, 8, 9, 10, 11 e 15: Leonardo Reis
- Sax: Josué Lopez
- Trompete: Bruno Santos
- Trombone: Rafael Rocha
- Cordas nas músicas 1 e 3: Tutuca Borba
- Cordas nas músicas 4, 9, 10, 12 e 13: Tadeu Chuff
- Cordas nas músicas 2, 5, 6, 7, 8, 11, 14 e 15: Vagner Santos
- Loops nas músicas 1, 5, 9, 10, 13 e 15: Emerson Pinheiro
- Loops nas músicas 4, 8 e 12: Tadeu Chuff
- Loops na música "Tu Me Amas": Vagner Santos
- Vocal: Fael Magalhães, Janeh Magalhães, Adiel Ferr, Joelma Bonfim, Josy Bonfim, Jairo Bonfim, Lilian Azevedo e Siclair
- Produção vocal: Jairo Bonfim e Siclair
- Gravado e mixado no Emerson Pinheiro Estúdio de Gravação
- Técnicos de gravação: Renato Luiz, Leandro Simões e Emerson Pinheiro
- Mixagem e masterização: Renato Luiz
- Produção artística: Rebeca Kessler
- Fotos, projeto gráfico e arte do CD: Quartel Design

## Clipes
| Música             | Lançamento             |
| ------------------ | ---------------------- |
| Liberta-me         | 22 de dezembro de 2012 |
| Rasgando o Coração | 2 de setembro de 2013  |